# Золотокіс білобровий

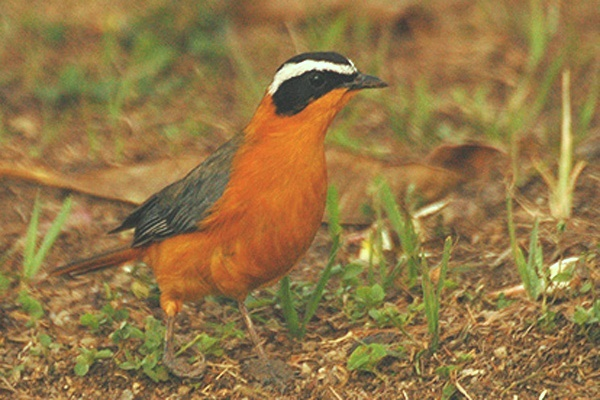
Білобровий золотокіс в Національному парку королеви Єлизавети (Уганда)

Золотокіс білобровий (Cossypha heuglini) — вид горобцеподібних птахів родини родини мухоловкових (Muscicapidae). Мешкає в Африці на південь від Сахари. Вид названий на честь Теодора фон Хойґліна, німецького мандрівника і орнітолога.

## Опис
Довжина птаха становить 19-20 см, вага 29-51 г. Тім'я і обличчя чорні, над очима білі "брови". Спина оливеово-сіро-коричнева, надхвістя руде. Центральні рульові пера хвоста оливково-коричневі, решта пер оранжево-руді. Махові і покривні пера крил сіро-коричневі, нижні покривні пера руді. Нижня частина тіла оранжево-руда. Очі карі, дзьоб чорний, лапи коричневі. У молодих птахів голова коричнева, спина поцяткована рудувато-коричневими плямками, горло бліде, груди світло-охристі, живіт рудуватий.

## Підвиди
Виділяють три підвиди:
- C. h. subrufescens Barboza du Bocage, 1869 — поширений від Габону до заходіної Анголи;
- C. h. heuglini Hartlaub, 1866 — поширений від півдня Чаду і Судану до південної та східної Анголи, Ботсвани та півночі ПАР;
- C. h. intermedia (Cabanis, 1868) — поширений на східному узбережжі Африки від південного Сомалі до північного сходу ПАР.

## Поширення і екологія
Білоброві золотокоси живуть у тропічних, субтропічних та галерейних лісах, чагарникових заростях, парках і садах. У Східній Африці птах живе в гірських лісах на висоті до 2200 м над рівнем моря, однак на південь від річки Лімпопо білоброві золотокоси живуть на висоті до 1000 м над рівнем моря. У середині XX століття ареал білобрового золотокоса поступово просувався на південь у південноафриканській провінції Квазулу-Наталь, однак руйнівний циклон 1987 року призупинив цей рух.

## Раціон
Білоброві золотокоси харчуються комахами, іншиби безхребетними, дрібними земноводними і фруктами.

## Розмноження
В екваторіальних широтах розмножується впродовж всього року, в Східній Африці під час вологих сезонів. На півдні Африки білоброві золотокоси гніздяться з липня по травень. Гніздиться в дуплах і між корінням дерев, на берегах струмків, а також поряд з людськими житлами. В кладці 2-3 яйця, за сезон може вилупитись 2-3 виводки. Білоброві золотокоси часто стають жертвою гніздового паразитизму з боку червоноволої зозулі.